# Béthisy-Saint-Martin
Béthisy-Saint-Martin – miejscowość i gmina we Francji, w regionie Hauts-de-France, w departamencie Oise.
Według danych na rok 1990 gminę zamieszkiwały 1023 osoby, a gęstość zaludnienia wynosiła 104 osoby/km² (wśród 2293 gmin Pikardii Béthisy-Saint-Martin plasuje się na 288. miejscu pod względem liczby ludności, natomiast pod względem powierzchni na miejscu 466.).